# HSV Hamburg
| HSV Hamburg | HSV Hamburg                                |
| --- | ------------------------------------------ |
| Nadimak: | HSV Handball / HSV                         |
| Osnovan: | 1999.                                      |
| Boje kluba: | crno-bijelo-plavo                          |
| Trener: | Martin Schwalb                             |
| Pomoćnik: | Goran Stojanović                           |
| Dvorana: | Color Line Arena / Alsterdorfer Sporthalle |
| Sjedećih mjesta: | 13.800 / 3.926                             |
| Sezona 2006./07.: |                                            |
| Njemačko prvenstvo: | 2. mjesto                                  |
| Njemački kup: | polufinale                                 |
| Najveći uspjesi: |                                            |
| - Njemačaki prvaci 2011. - Osvajači Kupa Njemačke 2006., 2010. - Osvajači Superkupa Njemačke 2004. 2006., 2010. - Osvajači Lige prvaka 2013. - Osvajači Kupa pobjednika kupova 2007. |                                            |

Handball Sport Verein Hamburg je rukometni klub iz  Njemačke i natječe se u  Prvoj njemačkoj rukometnoj ligi.  
Klub je osnovan 1999. kao HSV (= Handballsportverein) Lübeck. Preuzeo je bundesligašku licenciju kluba Bada Schwartaua, s kojim je do 2002. godine bio udružen (SG VfL Bad Schwartau-Lübeck). 2002. je godine to društvo raspušteno a HSV se preselio u Hamburg.

## Poznati igrači koji su nastupali ili nastupaju za HSV Hamburg
- Oleg Velyky
- Goran Stojanović
- Dmitrij Torgovanov
- Roman Pungartnik
- Kyung-Shin Yoon
- Blaženko Lacković
- Guillaume Gille
- Domagoj Duvnjak

## Vanjske poveznice
Službene stranice kluba